# Versorgungsdienst
Der Versorgungsdienst (VersDi) war in Deutschland ein Katastrophenschutzfachdienst (Fachdienst IX) nach Maßgabe des Bundes. Im Kern diente er der Instandhaltung von Einsatzmitteln und (Einsatz-)Logistik. Dieses Konzept für den Versorgungsdienst ist heute gemäß dem Gesetz zur Neuordnung des Zivilschutzes (ZSNeuOG) nicht mehr von Seiten des Bundes definiert. Vereinzelt existieren landesspezifische Konzepte für entsprechende Katastrophenschutzeinheiten wie zum Beispiel als Teile von Kreisfeuerwehrbereitschaften. Auf Bundesebene stellen die Fachgruppen Logistik des Technischen Hilfswerks Nachfolgeeinheiten dar.

## Aufbau und Ausstattung
Er war der einzige Fachdienst, der nicht in Katastrophenschutzzügen aufgestellt war. Stattdessen bestand er aus drei verschiedenen Trupps:
- Materialerhaltungstrupp (MatETr) nach STAN-Nr. 091,[1]
- Verpflegungstrupp (VpfTr) nach STAN-Nr. 092,[2]
- Verbrauchsgütertrupp (VGTr) nach STAN-Nr. 093.[3]

Die Führung der Trupps lag entsprechend bei einem Truppführer (Unterführer).

### Materialerhaltungstrupp
Der Materialerhaltungstrupp führte beispielsweise die Schadensfeststellung und -behebung sowie Wartungsarbeiten an den Einrichtungen und Einheiten des Katastrophenschutzes durch, die nicht durch diese selbst erledigt werden konnten, aber auch nicht durch Werkstätten durchgeführt werden mussten. Er besaß einen Kombi und umfasste drei Einsatzkräfte (-/1/2/3). Der Truppführer war zugleich Schirrmeister, der Kraftfahrer Handwerker und der sogenannte Versorgungshelfer Kfz-Handwerker. Neben Strahlendosimetern und Leuchten führte der Trupp unter anderem diverse Werkzeuge und Ersatzteile mit.

### Verpflegungstrupp
Der Verpflegungstrupp sorgte für die Bereitstellung von Kalt- und Warmspeisen sowie Trinkwasser für die Einsatzkräfte. Hinzu kamen dias Beziehen der Lebensmittel, die Versorgung der Einheiten und Einrichtungen sowie das Führen von Nachweisen. Der Verpflegungstrupp besetzte einen LKW mit Feldkochherd (-/1/2/3) und zwei Kombis (jeweils -/-/1/1), sodass die Gesamtstärke -/1/4/5 betrug. Der Versorgungshelfer auf dem LKW war zugleich Koch.
Der LKW war unter anderem mit einem Universalzelt, Kanistern für insgesamt 200 Liter Trinkwasser, 14 Speisenträgern à 15 Liter und diversen weiteren Behältern ausgerüstet. Die achtsitzigen Kombis führten weitere Materialien mit, darunter jeweils fünf Trinkwasserkanister à 20 Liter und Behälter für Lebensmittel.

### Verbrauchsgütertrupp
Der Verbrauchsgütertrupp diente der Versorgung mit Verbrauchsgütern inklusive Betriebsstoffen und führte darüber Nachweise. Er besaß zwei Lastkraftwagen mit den Stärken -/1/1/2 und -/-/2/2, sodass die Gesamtstärke -/1/3/4 (darunter ein Versorgungshelfer) betrug. Die Lastkraftwagen waren unter anderem mit Strahlendosimetern, Leuchten und Sackkarren ausgestattet.